# باكو هيريرا
باكو هيريرا (بالإسبانية: Paco Herrera)‏ (2 ديسمبر 1953 في إسبانيا - ) هو مدرب كرة قدم ولاعب كرة قدم إسباني في مركز الوسط. شارك مع منتخب كاتالونيا لكرة القدم. أما مع النوادي، فقد لعب مع ريال سبورتينغ خيخون ونادي بطليوس ونادي ساباديل ونادي ليفانتي.

## وصلات خارجية
- باكو هيريرا على موقع قاعدة بيانات كرة القدم.إي يو (الإنجليزية)